# Langkrallen-Maulwurfsmaus
Die Langkrallen-Maulwurfsmaus (Geoxus valdivianus) ist eine in Südamerika lebende Nagetierart aus der Gruppe der Neuweltmäuse.
Langkrallen-Maulwurfsmäuse sind an eine grabende Lebensweise angepasste, kleine Tiere. Sie erreichen eine Kopfrumpflänge von 9 bis 11 Zentimeter, der Schwanz ist mit 3 bis 5 Zentimetern relativ kurz. Das Gewicht beträgt 20 bis 40 Gramm. Das maulwurfsähnliche Fell ist gleichmäßig dunkel gefärbt. Namensgebendes Merkmal sind die bis zu 7 Millimeter langen Krallen der Vorderbeine. Der Schädel ist zart und langgestreckt.
Diese Tiere leben im südlichen Südamerika vom mittleren Chile und Argentinien bis zur Magellanstraße. Sie bevorzugen feuchtere Habitate wie Wälder und Wiesen, meiden aber Steppengebiete. Sie legen Gänge unter der Erde an, benutzen aber auch die anderer Tiere. Sie können sowohl am Tag als auch in der Nacht auf Nahrungssuche gehen, ihre Nahrung besteht aus Regenwürmern sowie Käfern und anderen Insekten.
Die Art ist laut IUCN nicht gefährdet, diese Angabe ist jedoch veraltet.